# Roman Haubenstock-Ramati
Roman Haubenstock-Ramati, Ebraico: רומן האובנשטוק-רמתי (Tonie, 27 febbraio 1919 – 3 marzo 1994), è stato un compositore e editore polacco naturalizzato israeliano, che ha lavorato a Cracovia, Tel Aviv e Vienna.

## Biografia
Roman Haubenstock - dal 1943 Roman Haubenstock-Ramati è nato a Tonie (un villaggio vicino a Cracovia, al quale fu incorporato solo nel 1941). Ha conseguito la maturità scientifica presso il II State Liceo de st. Giacinto nel 1937 a Cracovia. Ha studiato composizione, teoria musicale, violino e filosofia a Cracovia e Lemberg dal 1937 al 1940. Tra i suoi insegnanti c'erano Artur Malawski e Józef Koffler. 
Nel 1939, la sua famiglia fuggì dai tedeschi a Leopoli, che fu incorporata nell'Unione Sovietica a seguito del Patto Hitler-Stalin. A causa del suo multilinguismo, fu arrestato poco prima dell'invasione tedesca dell'Unione Sovietica nel 1941 con l'accusa di spionaggio e deportato a Tomsk via Odessa. Lì fu amnistiato per unirsi all'esercito polacco del generale Władysław Anders e arrivò in Palestina con il 2 ° corpo polacco.
Rimase qui per diversi anni e nel 1943 prese la seconda parte del suo cognome "Ramati" - da quel momento in poi apparve come Roman Haubenstock-Ramati.
Después de regresar a Polonia, dal 1947 al 1950 è stato a capo del dipartimento di musica di Radio Cracovia. Dal 1950 è stato professore all'Accademia di musica di Tel Aviv, dove ha anche diretto l'allestimento di una biblioteca musicale centrale. Nel 1957 ottenne una borsa di studio di sei mesi da parte dell'Accademia per condurre ricerche sulla musica concreta. Dal 1958 è stato editore di nuova musica per la Universal Edition di Vienna. Ha tenuto inoltre conferenze e seminari di composizione a Tel Aviv, Stoccolma, Darmstadt, Bilthoven (Paesi Bassi) e Buenos Aires e dal 1973 ha tenuto una cattedra alla Musikhochschule di Vienna. Haubenstock-Ramati è stato anche designer e pittore, attività che s'è riflessa in modo particolare nella sua produzione, orientata alla notazione grafica. 

## Opere (selezione)
- Bénédictions/Blessings (1954) per soprano e nove strumenti
- Mobile for Shakespeare (1960) per voce e sei suonatori
- Credentials, or 'Think, Think Lucky' (1961) per voce (Sprechgesang) ed otto strumenti
- Vermutungen über ein dunkles Haus (1964) per tre orchestre
- Amerika (1961–1964) - lavoro teatrale
- Catch I (1968) per clavicembalo
- FRAME (1972) per chitarra
- Comédie, Poetics for J. Joyce I und II (1972) per nastro e live electronics
- Hexachord I und II (1973) per chitarra
- Zweites Streichquartett (1978)
- Ulysses (1979) - balletto
- Préludes (1989) per chitarra
- Sonate für Klavier, Zweites Streichtrio, Invocations (1990) per orchestra da camera
- Polyphonien (1993) per gruppo